# Furirhjärta
Furirhjärta (Dicentra eximia) är en vallmoväxtart som först beskrevs av Ker-gawl., och fick sitt nu gällande namn av John Torrey. Enligt Catalogue of Life ingår Furirhjärta i släktet lyrblommor och familjen vallmoväxter, men enligt Dyntaxa är tillhörigheten istället släktet lyrblommor och familjen vallmoväxter. Det är osäkert om arten förekommer i Sverige. Inga underarter finns listade i Catalogue of Life.

## Bildgalleri

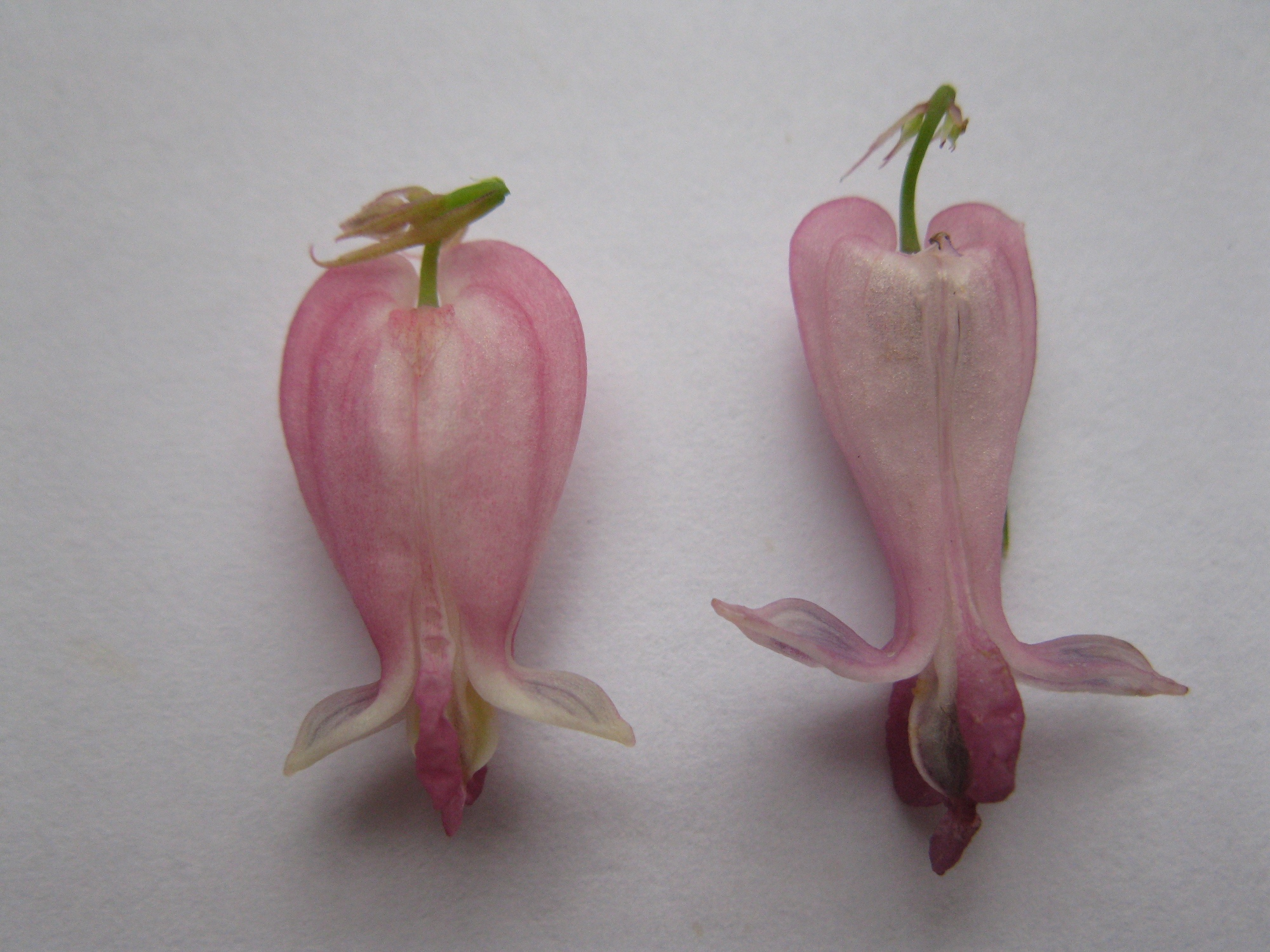
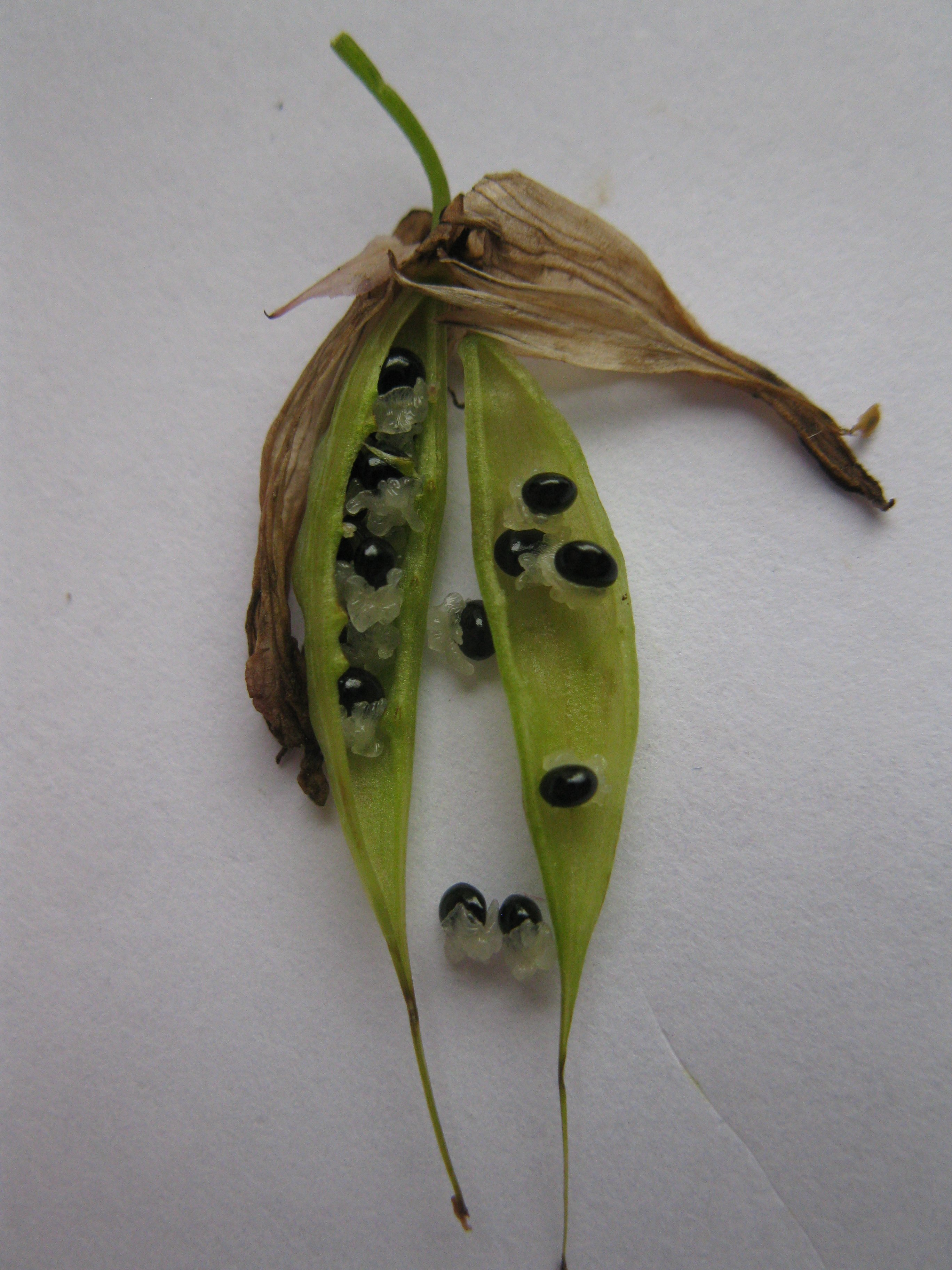
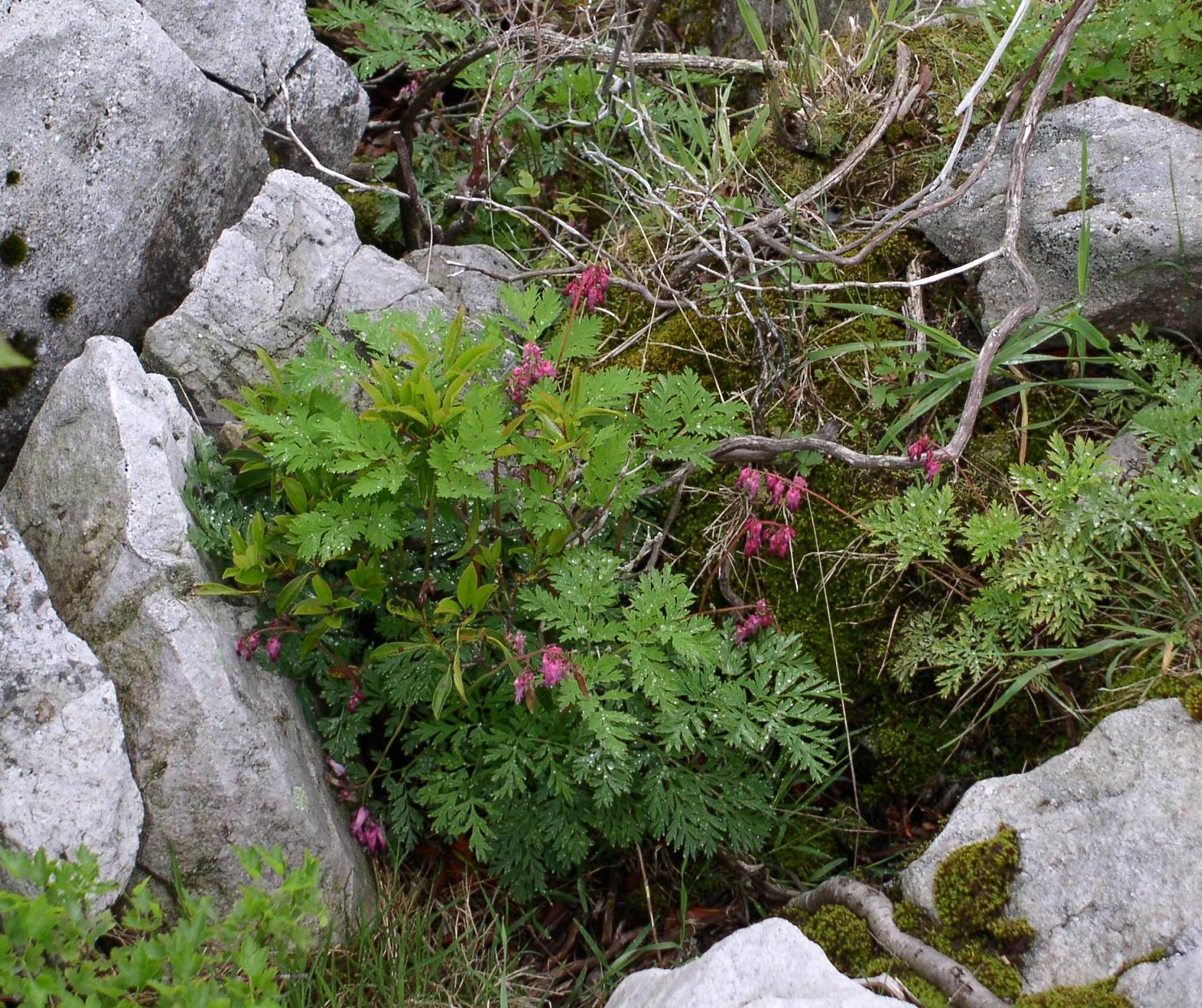